# Гроуз, Френсис
Фрэнсис Гроуз (англ. Francis Grose; ранее 11 июня 1731, Лондон — 12 июня 1791) — британский собиратель древностей, художник, лексикограф.

## Биография
Родился в Лондоне в доме своего отца на Брод-Стрит, возле церкви Сент-Питер-ле-Пор (англ. St-Peter-le-Poer). Отец — швейцарский иммигрант, ювелир Фрэнсис Джейкоб Гроуз (ум. 1769 г.). Мать — Энн Гроуз (ум. 1773 г.), дочь Томаса Бенетта из Гринфорда (графство Миддлсекс. Гроуз был крещён 11 июня 1731 года в Сент-Питер-ле-Пор.
Будучи старшим сыном в семье, Фрэнсис возможно получил классическое образование, но первоначально намеревался сделать военную карьеру. В 1747 году он отправился во Фландрию, по всей видимости в качестве добровольца в составе пехотного полка Говарда (англ. Howard's regiment, позднее 19-й). Позднее он получил назначение корнетом в драгунский полк Кобхема (англ. Cobham's regiment, позднее 10-й). Получил в 1750 году должность сборщика акцизов в Кенте, где познакомился и женился на Кэтерин Джордан из Кентербери (англ.  Catherine Jordan of Canterbury). Их старший сын, Фрэнсис Гроуз, стал лейнтенант-губернатором Нового Южного Уэльса.

## Книги и публикации
Гроуз рано обнаружил интерес к рисованию, набросав первые эскизы средневековых зданий уже в 1749. Обучался рисованию в школе рисования в середине 1750-х годах. Он не отличался особой одарённостью, но был вхож в круги лондонских художников и начал выставляться сперва в Обществе художников (англ. Society of Artists, в 1767—1768 годах), а затем в Королевской академии (Royal Academy). Его интересовали средневековые руины, которые начинали захватывать воображение образованного общества. В 1772 году он опубликовал первую часть «Древностей Англии и Уэльса» (англ. The Antiquities of England and Wales), работу, рассчитанную коммерческий успех у широкой публики. Она предназначалась для тех, кто хотел получше узнать про древности, но не имел ни времени, ни средств для того, чтобы осмотреть их лично. В книге можно было найти небольшие панорамные картины средневековых развалин и информацию о них на отдельной странице. Иногда текст заимствовался из уже опубликованных книг или из сведений других признанных любителей старины; иногда Гроуз сопоставлял материал для написания собственной статьи. Начиная с 1772 года он колесил по стране, посещая и зарисовывая памятники старины для последующего включения в свои «Древности». Четвёртый и последний том этого труда вышел в июне 1776 года, после чего Гроуз практически сразу начал работать над приложением.